# Норапат
Норапат (арм. Նորապատ) — село в Армавирской области Армении.

## География
Село расположено в центральной части марза, при автодороге , на расстоянии 1 километра к югу от города Армавир, административного центра области. Абсолютная высота — 855 метров над уровнем моря.
Климат
Климат характеризуется как семиаридный (BSk в классификации климатов Кёппена). Среднегодовая температура воздуха составляет 11,9 °C. Средняя температура самого холодного месяца (января) составляет −3,1 °С, самого жаркого месяца (июля) — 25,1 °С. Расчётная многолетняя норма атмосферных осадков — 301 мм. Наибольшее количество осадков выпадает в мае (51 мм).

## Население
| Год переписи | Население          | Население          | Население          | Население            | Население            | Население            |
| Год переписи | Наличное население | Наличное население | Наличное население | Постоянное население | Постоянное население | Постоянное население |
| Год переписи | Всего              | Мужчины            | Женщины            | Всего                | Мужчины              | Женщины              |
| ------------ | ------------------ | ------------------ | ------------------ | -------------------- | -------------------- | -------------------- |
| 2001         | 2675               | 1263               | 1412               | 2780                 | 1325                 | 1455                 |
| 2011         | 1708               | 816                | 892                | 1738                 | 845                  | 893                  |